# James Van Fleet
James Alward Van Fleet , né le 19 mars 1892 dans le comté de Bergen (New Jersey) et mort le 23 septembre 1992 à Polk City (Floride), est un officier américain qui a combattu durant les deux guerres mondiales, la guerre civile grecque et la guerre de Corée où il devient général 4 étoiles.

## Biographie
Il sort de l'Académie militaire de West Point en 1915, une promotion qui donnera de nombreux généraux et que les historiens appelleront « The class the stars fell on » (la promotion sur laquelle les étoiles tombèrent)
Il participe à la Première Guerre mondiale au sein de la 6e division d'infanterie de la American Expeditionary Force. Commandant le 17e bataillon de mitrailleuses, il est blessé le 4 novembre 1918 près de Sedan
Durant l'entre-deux-guerres, il prend le poste d'officier du programme du Reserve Officers Training Corps. Lors de son poste à l'université de Floride, il devient entraîneur de l'équipe de football américain de celle-ci, les Florida Gators football, entre 1923 et 1924.
Durant la Seconde Guerre mondiale, alors à la tête du 8e régiment d'infanterie, il débarque à Utah Beach. Son avancement fut bloqué car le général Marshall le confondit avec un homonyme ayant des problèmes d'alcool. Ce malentendu dissipé, il devient général de division puis général de corps d'armée et commande le IIIe corps de la 3e armée.
Durant la guerre civile grecque, il dirige un groupe de conseillers militaires américains du côté du royaume de Grèce.
Le 11 avril 1951, il remplace le général Matthew B. Ridgway qui vient de relever MacArthur en tant que commandant de la 8e armée américaine et des forces des Nations unies durant la guerre de Corée. Il participe à la mise en place de l'opération Ratkiller.
Son fils unique, pilote d'un Douglas A-26 Invader, meurt durant ce conflit en 1952.
Il quitte le service le 31 mars 1953.
Après son décès le 23 septembre 1992, il est enterré au cimetière national d'Arlington.

## Promotions
| Pas d'insigne | Cadet, Académie militaire de West Point : 14 juin 1911     |
|               | Second Lieutenant, Armée des États-Unis : 12 juin 1915     |
|               | First Lieutenant, Armée des États-Unis : 1er juillet 1916  |
|               | Captain, Armée des États-Unis : 15 mai 1917                |
|               | Major, Temporaire : 17 juin 1918                           |
|               | Major, Armée régulière : juillet 1920                      |
|               | Captain, Armée régulière : 4 novembre 1922                 |
|               | Major, Armée régulière : 6 décembre 1924                   |
|               | Lieutenant-colonel, Armée régulière : 1er octobre 1936     |
|               | Colonel, Armée des États-Unis : 26 juin 1941               |
|               | Colonel, Armée régulière : 1er février 1944                |
|               | Brigadier général, Armée des États-Unis : 1er août 1944    |
|               | Major général, Armée des États-Unis : 15 novembre 1944     |
|               | Brigadier général, Armée régulière : 27 juin 1946          |
|               | Major général, Armée régulière : 24 janvier 1948           |
|               | Lieutenant-général, Armée des États-Unis : 19 février 1948 |
|               | Général, Armée des États-Unis : 31 juillet 1951            |